# Alfaiz
Alfaiz Biamir Alá (em árabe: الفائز بدين الله; romaniz.: Al-Fā'iz bi Amri l-Lāh) foi o décimo-terceiro e penúltimo califa fatímida. Ele é considerado um imame pelos xiitas ismailitas da seita hafizita.

## Biografia
Alfaiz sucedeu ao pai, Zafir, ainda criança sob a tutela do vizir Tali ibne Russique como regente. O vizir tentou enfrentar o domínio dos cruzados na Terra Santa através de alianças entre os fatímidas e os turcos zênguidas da Síria sob o comando de Noradine (r. 1140–1174). O infante califa jamais exerceu poder algum por si mesmo, morreu aos onze anos e foi sucedido por seu irmão Aladide, também um menor e o último califa fatímida.